# Benton, Arkansas
Benton är den största staden och säte i Saline County, Arkansas i USA. Enligt 2010:s mätningar hade staden 30 681 invånare, vilket gjorde den till statens 12:e största stad, efter West Memphis. Staden är del av Little Rock-North Little Rock-Arkansas Metropolitan Statistical Area.

## Geografi
Enligt United States Census Bureau hade staden en area på 47,8 km². 46,5 km² av detta var land och 1,3 km² var vatten.

## Personligheter
- Wes Gardner, baseballspelare
- Cliff Lee, baseballspelare
- Ewell Ross McCright, militär